# Bryconamericus ecai
Bryconamericus ecai es una especie de pez de la familia Characidae en el orden de los Characiformes.

## Morfología
Los machos pueden llegar alcanzar los 7,5 cm de longitud total.

## Hábitat
Vive en zonas de clima tropical.

## Distribución geográfica
Se encuentran en Sudamérica: Laguna dos Patos (Rio Grande do Sul, Brasil).